# Banner Mania
Banner Mania (Банероманія) була програмою для створення банерів для IBM PC-сумісних комп'ютерів, яка дозволяла користувачеві створювати банери, плакати, вивіски та логотипи.
Вона була випущена Broderbund у 1989 році та була розроблена для Pixellite Group компанією Presage Software Development, написана Крістофером Шардтом і Дейном Бігемом.
Banner Mania дозволяла користувачеві створювати та друкувати багатосторінкові банери з 19 різними шрифтами та ефектами у 16 кольорах.

## Вимоги
Основними вимогами до версії для ПК були комп'ютер на базі 8088 із MS-DOS 2.0 або PC DOS 2.1. У 1991 році ліцензія коштувала 35 доларів.
Підтримуються графічні режими MDA, CGA, Hercules, TGA, EGA та VGA .
Існувала також версія для Apple II. Версія для Mac була анонсована в 1990 році за 59,95 доларів США.